# (19993) Günterseeber
(19993) Günterseeber ist ein Asteroid des mittleren Hauptgürtels, der von den deutschen Astronomen Freimut Börngen und Lutz D. Schmadel am 10. Oktober 1990 an der Thüringer Landessternwarte Tautenburg (IAU-Code 033) in Tautenburg in Thüringen entdeckt wurde.
Der Himmelskörper wurde am 15. Dezember 2005 nach dem deutschen Geodäten Günter Seeber (* 1941) benannt, der weltweit einer der bekanntesten Fachleute für Satellitengeodäsie ist.
Der Asteroid gehört zur Astraea-Familie, einer Gruppe von Asteroiden, die nach (5) Astraea benannt ist.